# 朝鮮半島—越南關係
朝鮮半島與越南關係（越南语：／*/?），是指朝鮮半島與越南现在及过去存在的政权及人民之間的關係。
朝鲜半岛与越南的关系可以追溯到公元12世纪初，当时一部分的越南皇族因国内的宫廷纷争而迁入高丽。越南战争时，韩国应美国要求，派遣國軍加入南越阵营对抗北越，士兵大量死伤，许多越南无辜平民也被杀害，枯叶剂等后遗症持续至今。1992年大韩民国与越南社會主義共和國邦交建立以来，多位韓國總統访问越南并对越战中的罪行谢罪。越南自革新开放以后亦学习韩国发展经济，现今韩国与越南间的经济文化交流频繁。
越南與韓國為中國的鄰國，自古為中國的藩屬，在語言文化等方面受到許多來自中國的影響，皆屬於漢字文化圈，以小中華自居。近代以來，兩國的遭遇與命運也十分近似，都曾淪為過列強的殖民地，也有過南北分裂、南北政權戰爭的歷史。在語言文字方面，兩國在古代的很長時期都沒有本國的民族文字，書面語為與口語完全不同的漢文，民族文字的喃字與諺文被發明後，在封建時代一直不得統治階級的重視，未能普及，近現代以後，兩國皆近乎完全地捨棄了使用千年的漢字，採用了拼音文字來表記本國語言。1960年代，韓國參與越南戰爭後，兩國民眾開始關注對方的國家，這種相似的歷史與國情開始被更多的人了解和認識。

## 古代的民间交流

### 崔致遠與《補安南錄異圖記》（882年）
崔致遠（858年 ―？）新罗金城（今韩国庆尚北道庆州市）沙梁部人，他所写的《補安南錄異圖記》是朝鲜半岛史上最早的有关越南的文字记录。崔致遠是新羅末期的名儒，新羅十賢之一。十二岁来到中国唐朝，874年进士及第，进入中国官僚阶层。黄巢之乱（875年－884年）後，入唐朝政府軍（指揮者为高駢）从事4年，因书写上奏文、檄文而博得名声，其中《檄黄巢書》（881年作）受到了较高的评价。885年归国，在新羅的官场就职（侍读兼翰林学士、守兵部侍郎、知瑞書監），其後，因对乱世絶望而离开政界，隱棲於伽倻山海印寺。
《補安南錄異圖記》为朝鲜半岛人民记述越南的现存最古老的史料，在考察韩越两国的历史关系、文化交流的方面，具有重要意义。该文共877字，其内容涉及安南都護府管轄地域的構成、地理位置、当地人及其习俗、生活职业，亦叙述了南詔对唐朝的武力抵抗、高駢（？―887年）的功績、及战後处理与政策。唐柔遠軍从事吴降曾收集「图」并作成名為「錄異」的作品，《補安南錄異圖記》即是該作品的補記，執筆年代為「翠華（天子之旗）幸蜀之三載」、即公元883年。吳降主要著眼于與「華」相異的事物，崔致遠則補充了使南詔歸順的高駢的偉大功績，作為吳降的「錄異」的欠缺的補充。
該文的開頭部分，記錄了唐朝安南都護府所属的正州及覊縻州的州名與数量，即安南都護府下設置有12郡、58覊縻州，關于郡的数量，這些郡（實為「州」）名與《新唐書·地理志》、《元和郡縣圖志》比較，府城交州被省略，且安南都護府所属的蘇茂州也難以確認。另外，《古代中越關係史資料選編》（1982年）內收錄的《補安南錄異圖記》中，注解了「虞林郡」為「虞郡」與「林郡」的誤讀。安南都護府下「覊縻州」的數量為58個，關于這點，以前的研究一般認為是41個，另外，44個、32個的說法在某些文獻上也能找到，然而58個州的說法在其他史料上并未出現過，因此無法得知崔致遠的58州的說法的根據。
根據歷史背景，推考出，本書并沒有參照越南相關文獻史料，而是作者通過從高駢及其軍隊處得到的信息，獨自完成的。高駢於864年被任命為都護總管經略招討使，自越南北部壓制藏緬系的南詔，在越南任職期間（864年－868年），曾大規模建築羅成（今河內）。崔致遠轉戰到中国東南部廣州時，并沒有實際踏足越南的土地，而是從高駢這樣的對越南很熟悉的人出獲得了信息。
關于崔致遠的越南觀。對于南詔，崔致遠使用了夷狄用語，對越南亦認為其屬于南蠻，作為屬于唐朝即「華」的軍事集團的文人，其將南詔及越南視為「夷」。黃巢軍是從人民中間發展出來的，除了壓制以外，崔主張亦要對其進行德治，而在對越南的認識上，沒有超越一般意義上、傳統意義上的南蠻觀，存在一定的局限。

### 旌善李氏（1150年）
越南同朝鮮半島間最早的交流可以追溯到約公元12世紀初。當時越南李朝的一位皇子曾來到高麗，并在此生活下來，現在的旌善李氏則是其后裔。根據旌善李氏的家譜，旌善李氏的始祖為李陽煥，其為越南李朝皇帝李仁宗（李乾德）之子，在一次與中國和高麗的商貿旅行後，決定留在當時的高麗國。而一些韓國和越南的史學家則認為旌善李氏的始祖為李仁宗之養子（第三子）李陽焜（字：元明，越南语：／、：／），其為李陽煥的弟弟。西元1150年，水軍都督李陽焜帶領家人乘船來到朝鮮半島，以避免在當時的皇位爭奪中被殺。而旌善李氏後人则称其先祖是为躲避金朝侵略而来到高丽慶州的。据保存於韩国国家图书馆的《旌善李氏族譜》记载，李义旼（：／、越南语：／）为李陽焜的六世孙。李義旼为朝鲜高丽王朝时期武人政权的第三位独裁者。1183年，庆大升去世后，李义旼夺权。他统治高丽13年，直到1196年被崔忠献杀死。

### 花山李氏（1226年）
数十年后，另一位越南李朝英宗的第七個皇子李龙祥（越南语：／）在得知李朝將被陳氏篡權之後，帶領家人和數千家臣和侍從乘船來到朝鮮半島。李龙祥和他的随从们於1226年到达高丽。他的到来亦给高丽带来了越南的兵法，这在高丽对抗蒙元的战争（蒙古高丽战争）中发挥了一些作用。1995年12月，韩国放送公社（KBS）播出了一部关于李龙祥的报道。
传说高麗高宗（1213-1259）曾梦见凤凰从南方飞来他的国家，于是他下令黄海道海州的地方官员给越南来的人们以贵宾式的欢迎，并允许他们在附近的地方有一片自己的领地。李龍祥因此成为了甕津郡花山李氏的首领。1958年11月6日，南韩总统李承晚在访问南越时，曾向当地媒体称自己是李龍祥的後裔。
韓国国立中央图書館内所藏的李承哉編著的《花山李氏世譜》记载，越南李朝（1010年－1225年）末期，高麗王朝（918年－1392年）高宗在位时，越南李朝的王子李龍祥曾逃到越南国外，来到高丽国黄海道甕津郡北面花山洞里。蒙元侵略高丽时，此王子对蒙古軍抗战有功，高宗赐予其「花山君」的爵号及食邑。其为花山李氏的始祖。
1992年韓国與越南邦交建立以后，花山李氏一族展開了探尋先祖的工作，1994年，花山李氏的代表們訪問了李朝皇室發源地，越南北寧省慈山县庭榜（越南语：*/?）村，參拜了李朝先祖的祠堂，受到了當地人的歡迎。近年，越南的年輕人間韓流受到歡迎，花山李氏的子孫的交流活動也很受到重視。
根據序的記載，《花山李氏世譜》1706年首次作序，其后1777年、1837年、1873年、1917年進行過修補。且最新版的花山李氏的族譜於1987年、2004年進行過修譜。在這些序文中，其最初的版本內并未記載越南王子李龍祥的事跡，始祖為越南皇族出身也未記載，從1777年的第二修譜至第五修譜的序中，才開始強調始祖李龍祥的事蹟。
关于李朝第七代皇帝李龍翰的弟弟李龙祥出国并成为花山李氏的经过，《花山李氏世譜》中的叙述如下。李龍翰（书中作「李龍𣉙」）即位时，嗣子尚年幼，弟弟李龙祥贤德兼备，有禅譲的意志。李龍翰临终前曾遺教，年幼的惠宗（李旵）即位後将国政委托於叔父李龙祥、平海公君苾及陳煚（书中作「陳日照」）此三公。而后陳煚与皇帝的姐姐昭聖公主结婚，并专断国政，李龙祥与苾一同效仿殷商的典故，带着祭器往东方逃离，後来到朝鲜。然而，关于此李龙祥出国至到达朝鮮黄海道的经过，不能确定其是史实还是传说，需要进一步探讨。

### 《明心寶鑑》相關（13-14世紀）
《明心宝鉴》 大约成书于元末明初的中國，辑录者或整理者是范立本。但現在（2005年前后）有人誤解以為其是高麗末期的秋適所撰。後該書傳播至中國周邊的國家及西班牙等歐美國家。而後在中國失傳。
可追溯到高丽时代编纂的《明心寶鑑》在13至14世纪传到越南，并在儒學者中很受歡迎。最近（2005年前后）發現越南仍存留此書并被出版。 美國哥倫比亞大學東亞研究學者狄培理教授1960年訪問西貢儒林時，見到過現代越南語版的《明心寶鑑》。

### 趙完璧相關（1597年）
趙完璧是朝鮮時代中期的學者，字重国，生卒年不詳，本貫為白川。根據《趙完璧傳》，「弱冠」（20歳）、「年少」時逢丁酉倭変（万历朝鲜战争，1597年），後被日軍俘獲，并帶往日本的京都。另一方面，《国朝榜目》（科舉合格者名簿）中，朝鮮王朝朝鮮明宗（1545年－1567年）時代1549年的進士及第者中、有「趙完璧」的名字，并記載了其出身地晋州白川。而1549年時，其并非「弱冠」「年少」的年齡，這些史料中究竟哪個是正確的仍是疑問。由各種版本的《趙完璧傳》推測，他是故掌令河晋宝的姪孫女之婿，推測他的妻子也為兩班出身。河晋宝也為晋州出身，1555年考中進士。
《趙完璧傳》 起初是歸國後的趙完璧所著的主要記錄其10年海外經歷的自傳，後來趙完璧本人寫的自傳現在失傳，後世的一些文人們的文集內則收錄了《趙完璧傳》。書中描述了朝鮮晋州出身的士人趙完璧在海外的生活經歷，他曾被俘獲至日本，後來來到越南。趙完璧於1597年被俘往日本，1607年回到朝鮮，并將經歷告訴了金潤安（？，Kim Yun-an），後，金將此告訴鄭士信和李峻（？，Lee Jun）。1611年，此二人將該故事記錄下來并寫成《趙完璧傳》（收錄於《梅窓先生文集》）和《記趙完璧》（？，Gi-Cho Wan-beok），另外，1611年至1614年間，李睟光也寫過《趙完璧傳》，并收錄在其《芝峯先生集》中。這些版本的《趙完璧傳》都敘述了趙完璧在越南的見聞，而在某些細節處稍有差異。
《国立晋州博物館·壬辰倭乱》的書中記述，意大利商人卡爾萊蒂在長崎初見趙完璧，買了五個朝鮮小孩并帶往印度的果阿邦，在当地放了4人，又回到日本，這些在卡爾萊蒂的旅行記（《世界周遊記》）都有記載。而旅行記中并無趙完璧的名字，《趙完璧傳》中也未提及從長崎到果阿邦的事，《国立晋州博物館·壬辰倭乱》中的記述可能存在誤解。
趙完璧被帶到日本後，其文才被人們認定，并被「主倭」（商人角倉了以）雇傭，約定渡航之際放人，他乘坐日本的朱印船，1603年開始連續3次往返当時的安南，1次往返呂宋（菲律賓）。放人的時候，誓約書數度被反悔。因此其在海外期間約有10年（1597－1607），1607年時趙完璧遇到了歸国的機会。這一年，修好（邦交回復）、回答兼刷還（答復国書及放還被虜人）使的歸國之際、兩國的被虜人員重新踏上祖国的土地。10年後歸国的趙完璧，老母和妻子仍生活如舊，對能活著再会感到無限感慨。歸国後，趙完璧作為敘述者，將自己的見聞與體驗作成了傳記《趙完璧伝》。書中記述了越南這個未知国度的人民、風物和文化，真實體驗到了南方的世界中的漢字文化圏。比如，渡航中被龍（鯨）襲擊的時候、燃燒雞和硫黄，用這個臭味把龍驅散；與越南的高官鄭勦（文理侯、宦官）以及知識分子的交流等。

### 越南商人的济州岛漂流记录（1612年）
根据「朝鮮王朝實錄·光海君日記（巻15）壬子二月初」的记载，1612年，一些越南和中国（明朝）南京商人曾漂流到济州岛。当时的濟州牧使李箕賓与判官文希賢从船的形制判断出漂流者不是倭寇，并按惯例接待了商人们，数日后朝鲜官员们发现了船上的大量宝物与金钱，遂将商人们杀害以掠夺船上的财宝，数百条无罪的生命被杀害。最后，朝鲜人将船烧毁，并将此事虚报为倭寇。

### 济州島吏民的越南漂流記録（1687年）

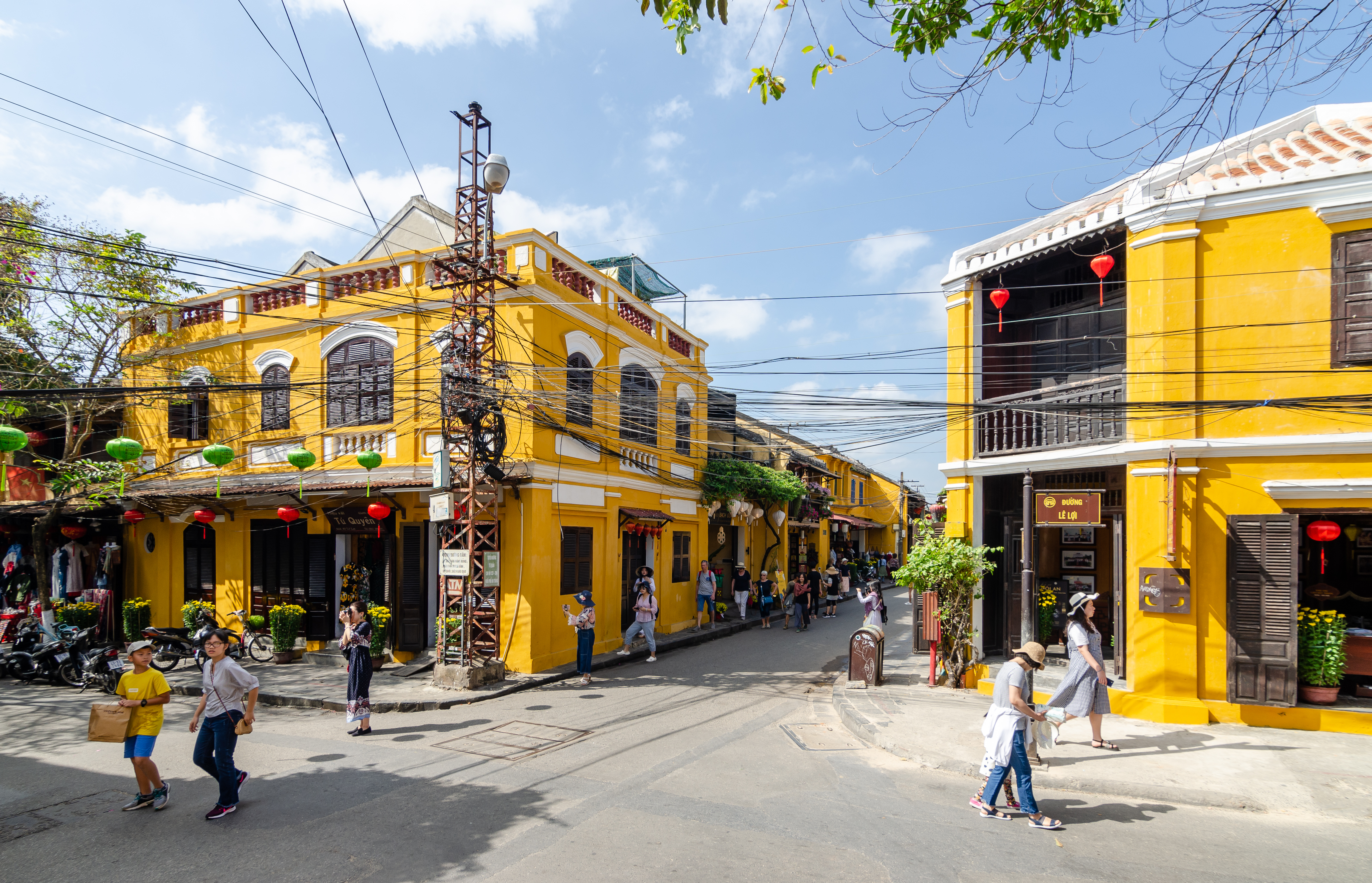
越南古城会安

1687年，济州島曾有吏民漂流到安南，其歸國後，鄭東愈（1744年―1808年）的《晝永編》 将他们的漂流记录收录下来。根据鄭東愈所述，1727年，译官李齐耼到济州島出差时，与曾漂流到安南的高商英会面，听取了其漂流的始末，写成漂流記。这个安南漂流記为1788字（其中的漂流記本体为1282字）的漢文（文言文）。高商英曾到达会安，受到当时越南南方阮主政权的阮福瀕的接见，并被询问了有关越南太子為朝鲜人杀害的传闻。
1687年，济州島的吏民24人在楸子島（济州島北济州郡楸子島）的近海处遭遇大風，在海上漂流了17日，後遇巡邏船，在其保護下一同航行到了越南会安郡明徳府（現广南省，越南中部的貿易港）。朝鲜人同当地的官员用笔谈问答，越南人认为过去越南太子為朝鲜人所殺，为此准备杀掉他们以復仇，後来一位举止端庄的的妇人前来调解，命令他们将漂流者送回的岛上。後來，5人来到當時的越南首都昇龍，謁見了越南皇帝黎熙宗（黎維袷），并被赐予酒食、米一石、錢三百。朝鲜人归国前，黎熙宗给朝鲜国王写了一封日期为正和九年（1688年）七月二十二日的移文（官文的一種），此移文为明德侯吴爲奉越南皇帝之命所写（此人名未在当時的越南文献中出现）。中国商人朱漢源、船戸（船舶所有者或驳船業者）陳乾等人将朝鮮人送归本国。此商船於1688年8月7日出帆，途经寧波府（浙江省鄞縣）、普陀山（浙江省杭州湾東端），於12月抵達濟州大静縣。此越南漂流記的史實依據，可在《肅宗實錄》卷20、1689年2月辛亥条中的關于送還時的朝鮮王朝的對應記事中找到。鄭東愈《晝永編》內收錄的越南漂流記録，是記載当時越南的状況的很有價值的史料。例如，可以看出救助朝鮮漂流民的武装「巡邏船」海上防衛時的巡視情況；另外，被救助的朝鮮漂流民與越南人的交流、傳達意思的方式，由于同屬漢字文化圈，而多使用筆談，言語文化的共通性也是朝鮮漂流民得以獲救并最終歸國的要因之一。
漂流記中敘述了很多關于越南自然、社会及文化的情況。例如，「土地肥沃，水田較多，居民多三子五女（子女多、女兒多），氣候則為四季如春般溫暖」；亦記述了諸如牛、猴子、象、孔雀，檳榔樹、芭蕉、棕櫚、黑檀、白檀、龍茘、薑等多種珍奇的動植物；衣食方面，穿著寬袖的單袗（單衣）、「1年內可獲蠶桑五次、稻米三次，衣食豐饒、無飢寒之憂」。漂流記著重敘述了在越南當時的社会中女性地位較高的事情，如，因為越南王子被朝鮮人所殺的傳聞，越南人威脅說要復讐時，「挙止端雅」的一位婦人出現，以「爾等勿哭。我國本無殺害人命之事。欲留則留、欲去則去」的文書示於眾人，命令士兵們將朝鮮漂流民送回島上，漂流民們因一位婦人而獲救。漂流記中明確記述了越南國內一般來說「男賤女貴」。此表達是否適切尚有待考量。而從歷來的關于社会生産勞動者、財産繼承者、不動産所有權者、重要職務的擔當情況等方面的研究來看，当時的越南社会與朝鮮、中国及日本相比，女性的社会地位相対較高的判斷是可以被証明的。
朝鮮漂流民們在会安郡明徳府層險些被殺害。當時的情況在書中的敘述為「又書示曰、我国太子、曾爲朝鮮人所殺。我国亦当尽殺爾等以報讐。渠等見書、放声号哭。」。與此相關的越南太子被朝鮮人殺害的事情，并未在越南和朝鮮的史書中發現，而僅存在于當時的越南國內的民間傳聞中。另外，描述漂流故事的文学作品張漢喆的《漂海錄》（1771年作）中記述，1770年張漢喆等人從濟州島出航後，遭遇突然刮起的暴風而漂流，後被去日本做豆類交易的越南商船所救。而當越南人聽說他們是耽羅（濟州島）人後，因以前的安南世子（太子）船只失事後漂到耽羅時被耽羅王（事實上為濟州島牧使）殺害的事，引起了越南人復讐的憤怒，而將朝鮮人再度棄於大海。後來，奇跡生還的張漢喆將此事記錄了下來。從這件事看出，朝鮮人殺害越南太子的傳聞，與史實不符，很可能是當時越南存在的一種誤傳。

## 古代的半官方交流

### 使節團在中國的會面
通過水手和漂流民而形成的交流是少數且非官方的，相比較而言，兩國的外交使團在中國的會面則更為頻繁。1500年朝鲜的正朝使金永貞与副使安處良记录下了「与安南国使臣三人一同班列於殿上」等朝鲜使臣与安南使臣共同出席官方行事的事例。此外，偶尔也有积极表明兴趣并尝试互相交流的朝鲜使臣。1528年开始，朝鲜使臣详细地向朝鲜朝廷汇报了安南的莫登庸假借禅让篡夺黎朝帝位的过程及中国方面的对应方式。1612年、1614年、1615年，出使中国的許筠（1569～1618）向朝鲜介绍了及第明朝的賓貢科并参与管理活动的安南人。1785年朝鲜的謝恩正使朴明源（1725～1790）与副使尹承烈通过状啓的别单向朝鲜朝廷报告了安南的肉桂与藿香的相关信息。此外，越南使臣所作的关于中国通州驿楼的三篇诗文也由使臣介绍到朝鲜，并在金正国（1485～1541）与張維（1587～1638）的文集中有所记述。1578年，作为朝鲜的賀至使書状官出使明朝的李廷馨（1549～1607）亦与越南使臣阮荘等於玉河館門写下诗文并传入朝鲜国内。
两国使臣间更积极的交流在于直接的对诗交流，如1458年朝鲜使臣徐居正（1420～1488）与安南使臣梁鵠、15世紀下半叶朝鲜使臣曹伸与安南使臣黎时举、1481年朝鲜使臣洪貴達（1438～1504）与安南使臣阮文質及阮偉、1488年朝鲜使臣黄㻶（1464～1526）与匿名的安南使臣、1496年朝鲜使臣申從濩（1456～1497）与安南使臣武佐、1518年朝鲜使臣金安国（1478～1543）与匿名的安南使臣、1519年朝鲜使臣金世弼（1473～1533） 与匿名的安南使臣、1598年朝鲜使臣李睟光（1563～1628）与安南使臣冯克宽（1528～1613）、1691年朝鲜使臣閔黯与匿名的安南使臣等。 尤其是李睟光与馮克寛的交流在两国使節团中较为典型。
另外，从朝鲜的各种燕行录中亦可看出朝鲜使臣们对越南的兴趣。1766年访问北京的朝鲜使臣洪大容（1731〜1783）记录道「安南国每六年中朝贡两回」，1777年的朝鲜副使李押除了朝貢回数也介绍了越南的文化、風物等。同样，朝鲜人朴趾源也通过使行中国，将北京至安南的距离、安南的学問、風土、桂皮，以及基于中国人旅行记《海外记事》的越南的地理环境、特产等介绍到朝鲜。
朝鲜人徐浩修（1736～1799）的《燕行紀》与李睟光的《芝峯集》、《芝峯類説》一样记载了大量越南相关信息，此外，书中也通过问答的形式敏锐的观察和分析了当时越南的社会氛围。
越南黎朝昭统二年（1788年），学者裴挥璧编纂了《皇越诗选》。其中亦收录了一些越南使臣与朝鲜使臣在中国邂逅而作的酬唱诗，其中包括冯克宽诗一首，阮公沆二首，段阮俶一首，胡士栋一首，共五首。
虽然越南和朝鲜使臣的这些会面都是在第三国进行的，且交流的时间较短也并不十分充分，但通过其留下的酬唱诗和问答也可以了解两国当时的文化和信息。这些作品中充满了同在一个汉字文化圈中的同文同轨意识。

#### 曺伸與黎時擧
兩國來華使節團在中國的首次會面，可以追溯到公元15世紀。雙方的主要官員分別是朝鮮（李朝）使臣曹伸（：／?）和越南（黎朝）使臣黎時舉（越南语：／?），他們在燕京會面，并對詩，這些詩文收錄在魚叔權的《稗官雜記》 中。二人共作诗数十編。
其中黎時擧的一首诗为：
|  | 三韓見說景偏殊 鴨綠澄澄水色秋 知是江山詩思好 還將句法效蘇州 |

曹伸的对诗为：
|  | 嗜魚熊掌味何殊 我愛君詩淡似秋 溫李只要誇富艶 平平端合學蘇州 |

黎時擧的对诗为：
|  | 馬辰遺俗古人殊 世代相移幾度秋 耨薩名官何意義 知君禮制異中州 |

#### 馮克寬與李睟光

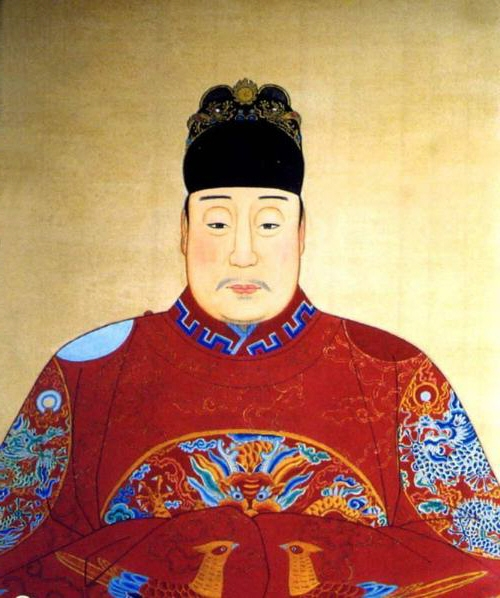
明神宗常服像

1597年，為了慶賀明神宗的壽辰，朝鮮使臣李睟光（：／?）與越南使臣馮克寬（越南语：／?）出使燕京，雙方曾對詩并就越南的气候、传统、历史、科举考试制度等话题进行过筆談。李睟光将这些讨论记录在了自己的文集《芝峰先生集》中，并将馮克寬为《万寿庆贺诗集》作序的事情记录下来。另外，这段交流的历史也在越南史料《皇越诗选》、《大越史记全书》等中有记录。
|                            | 答朝鲜国使李睟光 義安何地不安居。禮接誠交樂有餘。 彼此雖殊山海域。淵源同一聖賢書。 交鄰便是信為本。進德深惟敬作輿。 記取使軺回國日。東南五色望雲車。 |
| ——冯克宽，《皇越诗选》卷五 | |

|                                                          | 安南使臣萬壽聖節慶賀詩集序。夫天地有精英淸淑之氣。或鍾于物。或鍾于人。故氣之所鍾。扶輿磅礴。必生瑰奇秀異之材。不專乎近而在乎遠。不稟于物則在于人焉。吾聞交州。南極也。多珠璣金玉琳琅象犀之奇寶。是固精英淸淑之氣。特鍾于彼。而宜有異人者出於其間。豈獨奇寶乎哉。今使臣馮公。皤然其髮。臞然其形。年七十而顏尙韶。譯 重三而足不繭。觀禮明庭。利賓王國。其所著萬壽慶賀詩三十一篇。揄揚敍述。詞意渾厚。足以唾珠璣而聲金玉。亦豈所謂異人者哉。噫。大明中天。 贈安南國使臣二首 萬里來從瘴癘鄕。遠憑重譯謁君王。 提封漢代新銅柱。貢獻周家舊越裳。 山出異形饒象骨。地蒸靈氣產龍香。 卽今中國逢神聖。千載風恬海不揚。 聞君家在九眞居。水驛山程萬里餘。 休道衣冠殊制度。却將文字共詩書。 來因獻雉通蠻徼。貢爲包茅覲象輿。 回首炎州歸路遠。有誰重作指南車。 |
| ——李睟光，《芝峰先生集》·卷八·安南使臣萬壽聖節慶賀詩集序 | |

#### 黎贵惇與洪啓禧

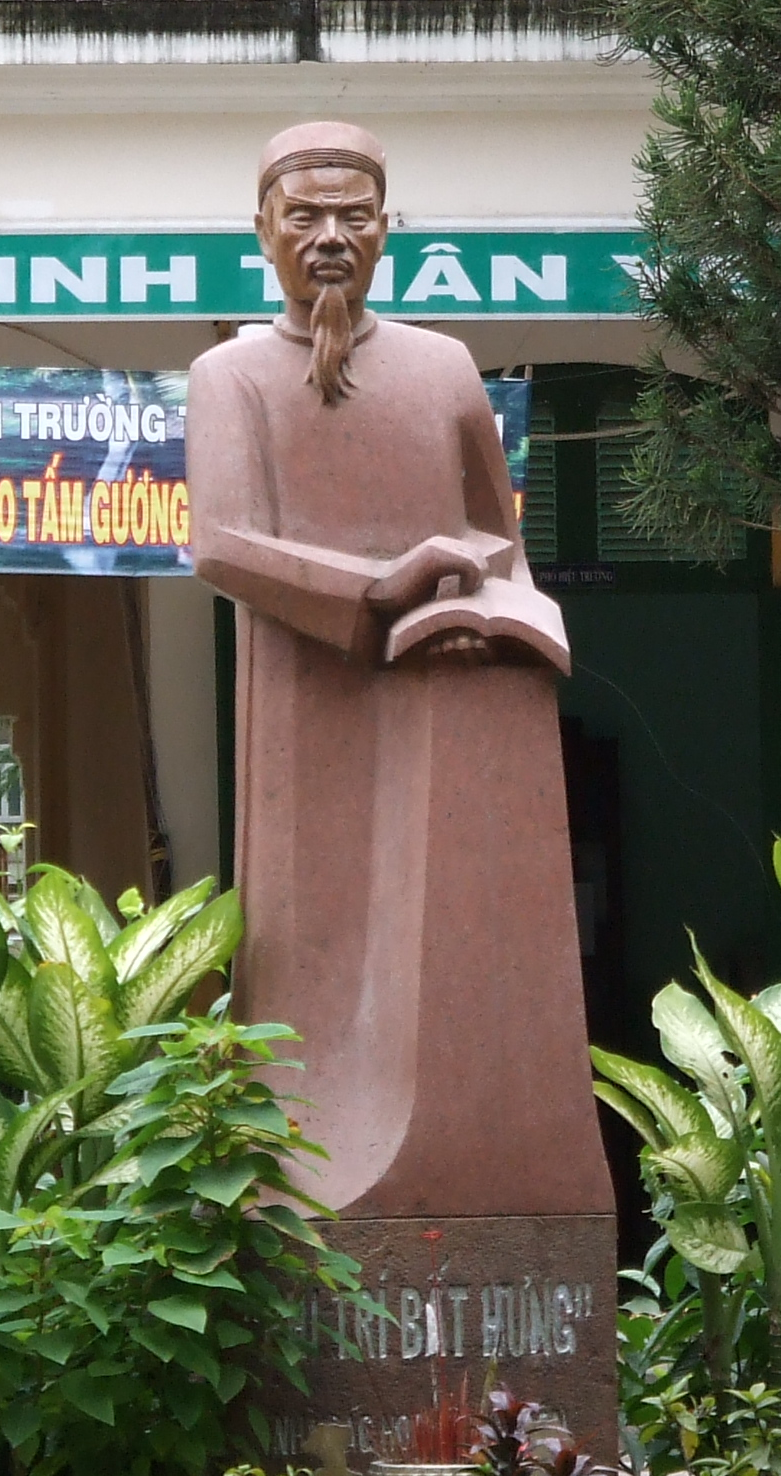
胡志明市黎貴惇中學內的黎貴惇雕像。

18世纪，两国使节团的交流更趋频繁。1760年至1762年，越南史上的著名学者黎贵惇與朝鲜使臣洪啓禧在中国会面并对诗。黎贵惇将这段事实记录在了他的著作《北使通録》及《见闻小录》中，使其在越南广为人知。

#### 徐浩修与安南君臣
1789年，阮惠在取得安南政權後，遣范公著假裝自己，帶臣子前往燕京為乾隆帝祝壽。朝鮮使臣徐浩修与阮惠隨行使臣潘輝益(vi.)中国会面。徐浩修将他们的交流记录在其著作《燕行紀》中。同時，徐浩修用明知故問的形式，抨擊安南君臣朝覲乾隆帝時改換滿清服飾的行為。 甚至幾十年以後，朝鮮使臣姜时永还在批评当年安南国王改换衣服，還不如暹罗。

### 十九世紀晚期
十九世紀後期，國際關係頻繁，有關朝鮮的國情、文化等方面的概況，亦為越南人士所認識。如中法越南戰爭期間，奉阮朝之命到中國天津官員阮述，便透過天津詩人梅小樹（名寶璐）了解到朝鮮貢使閔翰山（名默聞）的詩，以及聽聞到朝鮮「以對句取士」的情況。 另外，阮述又把朝鮮產高麗參、地理建置上的八道、官僚架構等情況介紹到越南。

## 近現代的非官方交流

### 《越南亡國史》相關
越南著名獨立運動領袖潘佩珠與梁啟超於1905年共著《越南亡国史》一書。該書很快受到當時韓國知識分子的關注，並在短期內出版了3個譯本，其中之一為玄采1906年譯本。由於越南先於韓國淪為殖民地，記錄這段不幸歷史的《越南亡国史》成為了大韓帝國末期的民族知識分子的必讀書目之一。潘佩珠曾提及韓國獨立運動的重要人物趙素昻。

### 在越脱北者
2004年以前，越南被描述为朝鲜脫北者的「首选东南亚避难经路」，主要是由于其较少的山区地形。虽然越南仍是一个共产主义国家，并与朝鲜保持着外交关系，但隨著韩国在越南的投资日益增加，促使河内方面悄然允许朝鲜难民过境首尔。在越韩国人的增加也成为了吸引脱北者的重要因素。越南的4个最大的脱北者避难所（safehouse）即由在越韩侨所建，许多叛逃者表示，他们选择穿过中越边境进入越南正是因为这些避难所的存在。2004年7月，468名朝鲜难民被空运到韩国，越南最初试图掩饰自己在空运中的角色，交易之前，韩国政府的匿名消息来源甚至只会告诉记者，脱北者来自「某不明亚洲国家」。空运事件之后，越南加强了边境控制，并将几个避难所的运营者驱逐出境。

### 越戰後的民間交流

#### 交通
南韓與越南間通航的航空公司有大韓航空、韓亞航空、越南航空等。主要的通航城市為：首爾、釜山、河內、胡志明市等。
| 城市      | 機場 IATA | 機場 ICAO | 樞紐機場名     | 航空公司與對方的航点 |
| --------- | --------- | --------- | -------------- | --- |
| 首爾/仁川 | ICN       | RKSI      | 仁川國際機場   | ○ 大韓航空：新山一國際機場（胡志明市）、內排國際機場（河內） ○ 韓亞航空：新山一國際機場（胡志明市）、內排國際機場（河內） |
| 釜山      | PUS       | RKPK      | 金海国际机场   | ○ 大韓航空：內排國際機場（河內）                                                                                          |
| 河內      | HAN       | VVNB      | 內排國際機場   | ○ 越南航空：仁川國際機場（首爾）、金海国际机场（釜山）                                                                    |
| 胡志明市  | SGN       | VVTS      | 新山一國際機場 | ○ 越南航空：仁川國際機場（首爾）、金海国际机场（釜山）                                                                    |

## 近現代的官方交流
如果说韩越两国古代的交流多离不开中国因素，那么近现代的两国的外交关系则与美国有着重要的联系。越南与朝鲜半岛政权的正式的官方外交关系在20世纪後半叶才开始。而由于越南政治的激变，两个完全不同的外交关系被开启。通过1954年7月签订的《日内瓦公约》，越南被分为两个政权。一七线（北纬17度线）以北为共产党政权的北越，以南为南越。

### 韩国与南越
南越的第一届政府在1956年成立并由吳廷琰领导，1956年10月，韓國與南越（越南共和國）建立外交關係。1960年代，基於美韓的伙伴關係，韓國於越戰當中出兵協助美軍及南越政府作戰。1965年5月17日至25日，韓國總統朴正熙出訪美國，與美國總統林登·约翰逊協商。據當時所達成的協議，韓國須出兵五萬，加入越戰。在整個60年代，韓國派赴越戰的兵員，達30萬之多。

#### 韓國國軍出兵參與越戰
大韓民國國軍参與越南战争始于1964年9月11日的第一次派兵，止于1973年停战协定的签订。1965年9月25日成立駐越韓國軍司令部。至1966年4月，韩国军队应美国的要求在当年朴正熙政府的指挥下共向越南派兵4次，这也是大韩民国政权首次海外派兵。1964年9月11日年派遣了1个醫務連及跆拳道教官团等后方支援部队，之后派遣了陸軍猛虎部隊与青龍部隊，1966年依照《布朗备忘录》（Brown Memorandum）追加派遣了白马部队。作为后方支援，亦派遣了軍需支援团及白鷗部隊（醫療）等一个軍級部隊的兵力。陸軍中將蔡命新擔任駐越韓國軍司令官
韩国军队在越参战的8年间共派兵31万2千853人，其中约5千人阵亡，30多万人生存归国，而由于战争中枯葉劑等化学武器的影响，归国后因后遗症而病死的人也为数较多。韩国军队在越参战期间发生过多起对越南当地的无辜平民的杀戮事件，韓國軍隊屠殺的越南平民至少有9000人之多。下表為越南戰爭中的重大平民屠殺事件，淺綠色背景色的部分主要由韓國軍隊直接參與。
| 名稱                   | 日期                   | 地點                                                                         | 死亡人數  | 備註 |
| ---------------------- | ---------------------- | ---------------------------------------------------------------------------- | --------- | --- |
| 平泰屠殺（Binh Tai massacre）           | 1966年10月9日          | 越南共和國小河省（越南语：／）福平縣（越南语：／）平泰村（Binh Tai village） | 66        | |
| 平和屠殺（）           | 1966年12月3日—12月6日  | 越南共和國廣義省平和村                                                       | 430       | |
| 延年-福平屠殺          | 1966年10月9日—10月10日 | 越南共和國廣義省井山村（Tinh Son village）                                   | 280       | 韓國國軍於同一年在平安村（Binh An village）、平和村（Binh Hoa village）、平泰村（Binh Tai village）、西榮村（Tay Vinh village）製造了類似的屠殺。 |
| 達山村屠殺（Dak Son Massacre）         | 1967年12月5日          | 越南共和國多樂省達山村（Đắk Sơn village）                                    | 252       | 由越共製造。 |
| 長丘屠殺（）           | 1966年2月26日          | 越南共和國平定省西山縣平安村（Binh An village）長丘（越南语：／?）集落       | 380       | 韓國陸軍首都機械化步兵師（猛虎部隊）所為。 |
| 河美屠殺（）           | 1968年2月25日          | 越南共和國廣南省河美（越南语：?）村                                          | 135       | 主要由韓國第2海軍陸戰旅（青龍部隊）所為。 |
| 戊申順化屠殺（）       | 1968年1月31日—2月28日  | 順化                                                                         | 2800-6000 | 由北越人民軍和越共所犯 |
| 豐一與豐二屠殺（Phong Nhi and Phong Nhat massacre）（） | 1968年2月12日          | 越南共和國廣南省奠磐縣（）豐一與豐二集落（Phong Nhi and Phong Nhat hamlets） | 69-79     | 韓国第2海軍陸戰旅（青龍部隊）所為 |
| 西榮屠殺（）           | 1966年2月12日—3月17日  | 越南共和國平定省西山縣（）西榮村                                             | 1200      | 韓国陸軍首都機械化步兵師（猛虎部隊）所為 |
| 太平村屠殺             | 1966年2月              | 越南共和國平定省太平村                                                       | 65        | 韓國陸軍首都機械化步兵師（猛虎部隊）所為 |

作为韩国军队参战的回报，韩国政府从美国获得了经济援助资金，并将此用于一部分的京釜高速公路的建設費用。对越战派兵的正面评价包括：为韩国经济开辟了活路、提高了韩国军事现代化水平等；负面评价包括：韩国军队其实是美军的佣兵、对无辜平民的杀戮異常兇殘等。2005年8月26日，韩国政府公开了越南战争相关的文书，使对这段历史更正确的检証成为可能。此文书详细的記錄了《布朗备忘录》的履行状况、1970年2月24日至26日的美国参议院赛明顿听证会（Symington Hearing）上駐韓美国大使波特的证言内容及韩国的对应过程等。

### 越南统一前的北越与北韓的關係
越南民主共和國（即北越，1975年改稱越南社會主義共和國）與北韓同在冷戰時代建立，並均屬社会主義國家。1950年1月，北越向世界各國政府發表聲明，宣佈對抗法國。此一聲明發出後，北越便接連得到多數社会主義國家，包括中華人民共和國、蘇聯及其他人民民主國家政府的承認及建立外交關係。 北越與朝鮮亦在該年建交。朝鲜战争時，北越與朝鮮的關係較為密切，並視南韓為敵。北越領導人胡志明曾强調「朝鮮人民正奮起打擊美國干涉者及其僕從，總的來說，這是我們抗戰救國的一支巨大的同盟力量，特別是反對美國干涉者的巨大同盟力量」。1951年，北越派人民代表團第一次訪問北韓。
1953年7月27日，韓戰中的南北雙方簽訂《朝鮮停戰協定》。越南民主共和國政府認為這是朝鮮的大勝利。胡志明為此向金日成致賀以表支持，該賀詞如下：
|                             | 《致電金日成元帥》 （1953年7月27日） 謹致朝鮮民主主義人民共和國內閣首相金日成元帥： 全體越南人民欣悉朝鮮戰爭已結束，停戰協定已經簽訂。 這是朝鮮人民和中國人民志願軍的一個大勝利。 這是世界民主和平陣營的一個大勝利。 越南民主共和國人民和政府敬祝朝鮮民主主義人民共和國政府在實現統一中取得更多的勝利。 |
| ——越南民主共和國主席 胡志明 | |

越戰期間，朝鮮派遣空軍及運輸部隊，支援北越。朝鮮領導人金日成曾兩次到訪北越，北越領導人胡志明亦曾於1957年訪朝。在學術交流方面，北越不少青年亦曾赴平壤學習，後來回國，在政府中任職。

### 越南社會主義共和國与朝鮮民主主義人民共和國
因為越柬戰爭時朝鮮給西哈努克提供一段時間避難，北越与朝鲜兩國關係趨於冷淡。

#### 革新開放後的越朝關係
自1957年胡志明訪朝之後，兩國高層缺乏接觸，1970年代起雙方關係惡化，其後雖然保持外交關係，但相當冷淡。1992年越南和韓國建交後，越南政府的消息顯示，1996年以後兩國經貿關係幾乎為零，直到21世紀初兩國領導恢復互訪。 2007年10月越共總書記農德孟受金正日邀請訪朝。 金正日親自接送農德孟，規格頗高。對於兩國關係的回暖，意識形態的作用難以忽視，但各自在經貿和國際地位上各取所需，也可視為重要原因之一。

### 大韓民國与越南
韓國曾於越戰當中協助南越，對北越作戰。到1975年西貢陷落後，至少在西貢的美國大使館內就有100名在越韓國人來不及撤離，當中官位最高的是韓國駐西貢大使館的經濟公使、陸軍准將李大鎔，當時還在越南負責善後事務。
大部分的滯越韓國公民都在1976年返國，但李大鎔與另2名外交官仍被越南共產政府扣留，到1980年4月才得以回國。

#### 越南革新開放後
1986年12月越南進行開放門戶政策，以及1988年韓國總統盧泰愚發表有意向共產主義國家改善關係的《七·七宣言》，成為兩國關係改善的契機。其後，雙方開始出非官方的學術及體育交流活動。1990年4月及10月，越南兩次表示願意與韓方進行談判，改善關係，其間更透過各自的駐泰國大使互相接觸。
1991年4月，越南副外長出席漢城舉行的聯合國經濟社會會議，與韓國外長會談，建議雙方互設貿易代表部。不久，韓國派出調查團及代表團到越南，謀求增進經濟合作及商討建交事宜。1992年4月，雙方達成協議，互設聯合辦事處。12月，韓越建立外交關係。自此，兩國首腦來往益形頻密，1993年5月，越南政府總理武文傑訪韓；1994年8月，南韓總理訪越；1995年4月，越南共產黨總書記杜梅訪韓；1996年11月，韓國總統金泳三訪越。在這些互訪中，雙方就經濟、工業等方面的合作進行了有益的磋商，例如雙方的國防工業合作、韓國在越南的企業及投資（包括造車、發電、煉油、水泥等工廠企業）得到照顧及改善等等。1998年12月，韓國總統金大中正式訪問越南，與越南國家主席會談，就21世紀雙方合作伙年關係達成共識，決定在通信、建設、科技和文化領域加強實質性的交流與合作。
越南與韓國建交後，雙方的貿易額逐年遞增：
- 1988年：約7,600萬美元。
- 1993年：8.19億美元。
- 1994年：11.41億美元。
- 1995年：15.44億美元。
- 1997年：近18.42億美元。
- 1998年：15.45億美元。當年受金融風暴影響。
- 1999年：17億美元。
- 2000年：20億美元。

而韓國在兩國貿易中，始終為順差，且差額越來越大。自1990年至2000年，累計順差達83.79億美元，每年具體數字為：
- 1990年：8,400萬美元。
- 1993年：6.38億美元。
- 1995年：11.58億美元。
- 此後，每年均超過10億美元。[78]

1980年代後期開始，越南政府開始實施類似中華人民共和國改革開放的革新開放經濟政策。在經濟發展上，越南亦將韓國視為楷模。當今的韓越關係被稱為「21世紀廣泛的夥伴關係」（：／?，兩國在油田開發及CDMA等領域合作廣泛。
1998年，韓國總統金大中訪越期間，對越戰時韓國出兵越南表示了遺憾。2001年8月，越南國家主席陳德良訪韓期間，金大中總統亦官方性的表明了謝罪的態度「我們參加了不幸的戰爭，並與本意相違的給越南國民增加了苦痛，對此深表歉意、撫慰亡者」。對此，韓國的越南參戰戰友會稱其為「妄言」，當時的在野黨大国家党亦批判其為輕率的言論。另一方面，韓國的人權團體對韓國政府對越戰時韓國軍殺害越南平民的犯罪的歷史進行謝罪的做法表示肯定，並認為要徹查給越南國民加害了哪些苦痛、全體國民性的謝罪運動也是必要的。
2004年韓國總統盧武鉉訪越期間表示「韓國國民的心有負債。很希望看到越南的成功」。
2004年10月10日下午，韓國總統盧武鉉與越南總理潘文凱、總書記侬德孟相繼進行了關於促進經濟合作、加强两國關係的會談。盧武鉉總統與潘文凯總理在該日簽署了能源、信息通信等方面的合作協議。之後，盧武鉉總統訪問了越南共產黨辦公室並會見了侬德孟總書記，雙方表示將在朝鮮半島和平與國家間合作方面增進合作關係。

#### 韓國駐越大使一覽
- 下表為歷屆韓國駐南越（越南共和国）大使[81][82][83]。

| 屆數  | 姓名       | 任期                    |
| ----- | ---------- | ----------------------- |
| 第1屆 | 崔德新（최덕신） | 1956年5月 ~ 1961年10月  |
| 第2屆 | 朴東鎮（） | 1961年11月 ~ 1962年8月  |
| 第3屆 | 申尚澈（） | 1962年10月 ~ 1970年12月 |
| 第4屆 | 柳陽洙（유양수） | 1971年2月 ~ 1974年3月   |
| 第5屆 | 金榮寬（） | 1974年3月 ~ 1975年4月   |

- 下表為歷屆韓國駐越大使[84]。

| 屆數   | 姓名       | 任期                          |
| ------ | ---------- | ----------------------------- |
| 第1屆  | 朴魯洙（박노수） | 1992年10月3日 ~ 1994年9月22日 |
| 第2屆  | 金奉奎（김봉규） | 1994年9月23日 ~ 1997年3月6日  |
| 第3屆  | 趙源一（조원일） | 1997年3月7日 ~ 2000年3月30日  |
| 第4屆  | 白樂煥（백낙환） | 2000年3月31日 ~ 2003年3月16日 |
| 第5屆  | 柳泰鉉（유태현） | 2003年3月17日 ~ 2005年5月30日 |
| 第6屆  | 金義基（김의기） | 2005年5月31日 ~ 2007年9月16日 |
| 第7屆  | 任洪宰（임홍재） | 2007年9月17日 ~ 2010年3月14日 |
| 第8屆  | 朴錫煥（） | 2010年3月15日 ~ 2011年4月18日 |
| 第9屆  | 河燦浩（） | 2011年4月19日 ~ 2013年6月     |
| 第10屆 | 全大柱（전대주） | 2013年6月 ~ 2016年5月         |
| 第11屆 | 李 赫（이혁）  | 2016年5月 ~ 2018年4月         |
| 第12屆 | 金道鉉（） | 2018年5月 ~ 2019年5月         |
| 第13屆 | 朴魯完（박노완） | 2019年10月 ~ 2022年10月       |
| 第14屆 | 吳姈姝（오영주） | 2022年10月 ~ 2023年7月        |
| 第15屆 | 崔泳杉（최영삼） | 2023年7月 ~ 現在              |

#### 越南駐韓大使一覽
- 下表為歷屆南越駐韓國大使[85][86][83][87]。

| 屆數  | 姓名       | 任期                 | 備註         |
| ----- | ---------- | -------------------- | ------------ |
| 第1屆 | 楊文德（） | 1956年6月－1957年7月 | 公使         |
|       | 阮貴英（Nguyễn Quí Anh） | 1957年8月－1964年1月 | 臨時代辦     |
|       | 吳孫達（） | 1964年2月－1966年2月 | 臨時代辦     |
| 第1屆 | 吳孫達（） | 1966年2月－1967年6月 |              |
| 第2屆 | 杜高智（Đỗ Cao Trí） | 1967年7月－1968年7月 |              |
|       | 鄧玉遙（Đặng Ngọc Diêu） | 1968年7月－1969年5月 | 臨時代辦     |
| 第3屆 | 范春沼（Phạm Xuân Chiểu） | 1969年5月－1975年5月 | 直到西貢淪陷 |

- 下表為歷屆越南駐韓國大使[91]

| 屆數  | 姓名       | 任期           | 備註 |
| ----- | ---------- | -------------- | ---- |
| 第1屆 | 阮富平（Nguyễn Phú Bình） | 1993年－1997年 |      |
| 第2屆 | 阮文昌（Nguyễn Văn Xương） | 1997年－2001年 |      |
| 第3屆 | 楊政識（Dương Chính Thức） | 2001年－2005年 |      |
| 第4屆 | 范進雲（Phạm Tiến Vân） | 2005年－2010年 |      |
| 第5屆 | 陳仲全（Trần Trọng Toàn） | 2010年－2013年 |      |
| 第6屆 | 范有志（Phạm Hữu Chí） | 2013年－2017年 |      |
| 第7屆 | 阮武秀（Nguyễn Vũ Tú） | 2017年－2020年 |      |
| 第8屆 | 阮武松（Nguyễn Vũ Tùng） | 2020年－2024年 |      |
| 第9屆 | 武 胡（Vũ Hồ）  | 2024年－現在   |      |